# José Díaz Macías (periodista)
José Díaz Macías (Badajoz, 1869-Badajoz, 1919) fue un periodista y escritor español.

## Biografía
Nacido el 29 de diciembre de 1869 en Badajoz, fue colaborador de La Crónica de Badajoz (1888-1891) y director de El Orden (1888-1895), de la misma ciudad. También escribió para publicaciones periódicas como Revista Extremeña, Diario de Badajoz y Eco de Extremadura, entre otras, además de en La Ilustración Española y Americana de Madrid. Díaz Macías, que también cultivó la poesía, falleció el 27 de diciembre de 1919 en Badajoz. Entre sus obras se encontraron títulos como Los hijos del mar (1890), La huelga (poema social, 1897),  Fabianelo (1897), Laura (1899), María Cruz (poema social, 1910) y Don G. Núñez de Arce (discurso).